# 第17次長期滞在
第17次長期滞在（だい17じちょうきたいざい、Expedition 17）は、国際宇宙ステーションへの17回目の長期滞在である。
最初の2人の乗組員セルゲイ・ヴォルコフとオレグ・コノネンコは2008年4月8日にソユーズTMA-12で打ち上げられ、ISSで第16次長期滞在から継続のギャレット・リーズマンと合流した。
リーズマンは、2008年5月31日にSTS-124で打ち上げられたグレゴリー・シャミトフと交代した。ヴォルコフとコノネンコは2008年10月24日に地球に帰還したが、シャミトフはISSに留まり、第18次長期滞在にも参加した。

## 乗組員
| 職務                | 第1期 (2008年4月-6月)                   | 第2期 (2008年6月-10月)                  |
| ------------------- | --------------------------------------- | --------------------------------------- |
| 船長                | セルゲイ・ヴォルコフ, RSA （初飛行）    | セルゲイ・ヴォルコフ, RSA （初飛行）    |
| フライトエンジニア1 | オレグ・コノネンコ, RSA （初飛行）      | オレグ・コノネンコ, RSA （初飛行）      |
| フライトエンジニア2 | ギャレット・リーズマン, NASA （初飛行） | グレゴリー・シャミトフ, NASA （初飛行） |

### 備考
- 当時35歳のヴォルコフは最年少のISS船長であった。
- リーズマンはISSを訪れた最初のユダヤ教徒である[3]。
- シャミトフはISSに初めてベーグルを持ち込んだ。彼は3つのバッグに18個のゴマベーグルを詰めて持参した[4][5]。
- リーズマンは第16次長期滞在の乗組員としてSTS-123でISSを訪れ、STS-124で帰還した。
- シャミトフはSTS-124でISSを訪れ、第18次長期滞在に参加してSTS-126で帰還した。

### バックアップ
- マクシム・スラエフ　船長、RSA
- オレグ・スクリポチカ　フライトエンジニア、RSA
- ティモシー・コプラ　フライトエンジニア、NASA